# Agryouli
Agryouli – gaun wikas samiti w zachodniej części Nepalu w strefie Lumbini w dystrykcie Nawalparasi. Według nepalskiego spisu powszechnego z 2001 roku liczył on 2077 gospodarstw domowych i 11588 mieszkańców (5902 kobiet i 5686 mężczyzn).